# 接棒家族
《接棒家族》是日本作家瀨尾麻衣子所著的長篇小說，2018年2月經文藝春秋出版。第16屆（2019年）書店大獎得獎作品。截至2021年4月，累積發行量超過77萬本。改編電影於2021年10月29日上映，前田哲執導，永野芽郁、田中圭和石原聰美參演。2021年，《接棒家族》在Oricon公信榜文庫年榜上，以約46.0萬本的銷量獲得該榜第1位。

## 電影
拍攝工作於2020年10月下旬至11月下旬進行。電影於2021年10月29日上映。

### 演員列表
- 森宮優子：永野芽郁
- 森宮壯介：田中圭
- 早瀨賢人：岡田健史
- ：稻垣來泉
- 美人老師：朝比奈彩
- 水戶香織：安藤裕子
- 早瀨的母親：戶田菜穗
- 家政婦吉見：木野花
- 田中梨花：石原聰美
- 水戶秀平：大森南朋
- 泉原茂雄：市村正親
- 優子的朋友：萩原農、中井千聖

## 外部連結
- 小說特設網站（日語）
- 電影官方網站（日語）
- 電影的X（前Twitter）（日語）